# Salar (Spanyolország)
Salar település Spanyolországban, Granada tartományban. Salar Alhama de Granada, Loja, Huétor-Tájar és Moraleda de Zafayona községekkel határos. Lakosainak száma 2597 fő (2024).

## Népesség
A település népessége az elmúlt években az alábbi módon változott:
| Lakosok száma | 2715 | 2760 | 2795 | 2849 | 2790 | 2735 | 2698 | 2631 | 2638 | 2597 |
|               | 2001 | 2004 | 2006 | 2009 | 2011 | 2014 | 2016 | 2019 | 2021 | 2024 |